# Граше, Иван Иосифович
Ива́н Ио́сифович Гра́ше (чеш. Jan Hraše; 1880, Лишов, Богемия, Австро-Венгрия — 1 февраля 1937, Москва, СССР) — советский экономист чешского происхождения, до 27 октября 1936 года — старший экономист производственно-технического отдела Главхимпрома Наркомата тяжёлой промышленности СССР. Осуждён в ходе Второго Московского процесса. Расстрелян.

## Биография
Родился в Австро-Венгрии. Чех по национальности. С 1921 года проживал в РСФСР. Получил неоконченное высшее образование. Член ВКП(б). В 1930-х годах работал в СССР, был сотрудником иностранного отдела Главного управления химической промышленности (Главхимпрома) Наркомата тяжёлой промышленности СССР, старшим экономистом производственно-технического отдела Главхимпрома. До ареста проживал в Москве по адресу: Хохловский переулок, дом 11, квартира 6.
27 октября 1936 года был арестован. Предстал перед судом, став одним из фигурантов так называемого Второго Московского процесса, в ходе которого обвинялся в «организации антисоветского центра и в руководстве вредительской, диверсионной, шпионской и террористической деятельностью». Так, в частности, ему вменялась связь с «агентами германской разведки Мейеровитц и Ленц, которым в 1935—1936 годах передавали особо секретные материалы о состоянии и работе химических заводов» 30 января 1937 года в числе 13 других осуждённых был приговорён к смертной казни. На следующий день приговор был приведён в исполнение.
18 (по другой версии — 16 июня) 1963 года Граше был реабилитирован ВКВС СССР.